# Dohrniphora morio
Dohrniphora morio är en tvåvingeart som beskrevs av Schmitz 1927. Dohrniphora morio ingår i släktet Dohrniphora och familjen puckelflugor. Inga underarter finns listade i Catalogue of Life.